# Terre-Natale
Terre-Natale là một xã thuộc tỉnh Haute-Marne trong vùng Grand Est đông bắc nước Pháp.